# Philippe-Antoine Merlin

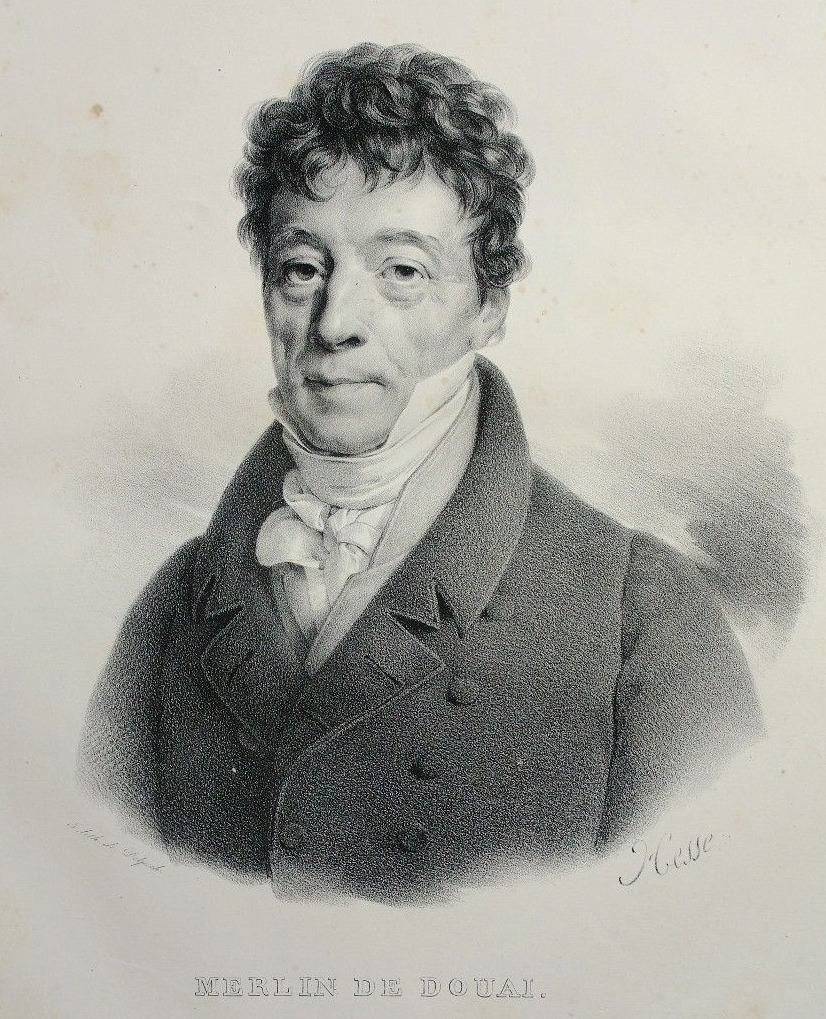
Merlin de Douai op een litho van Delpech, ca. 1820

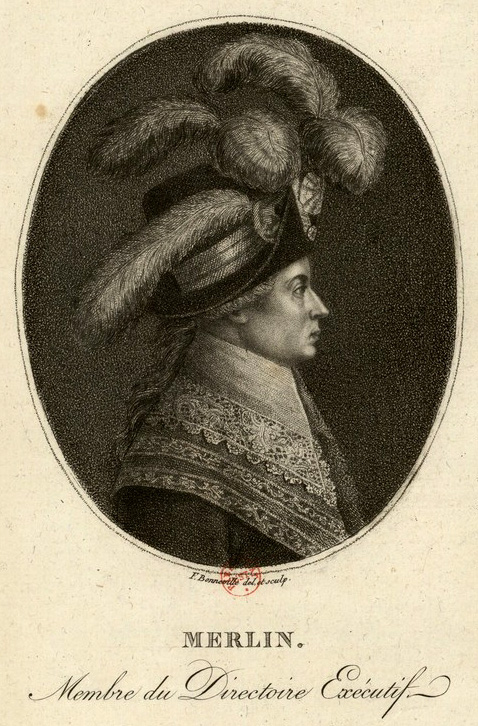
Merlin als lid van het Directoire (François Bonneville, 1797)

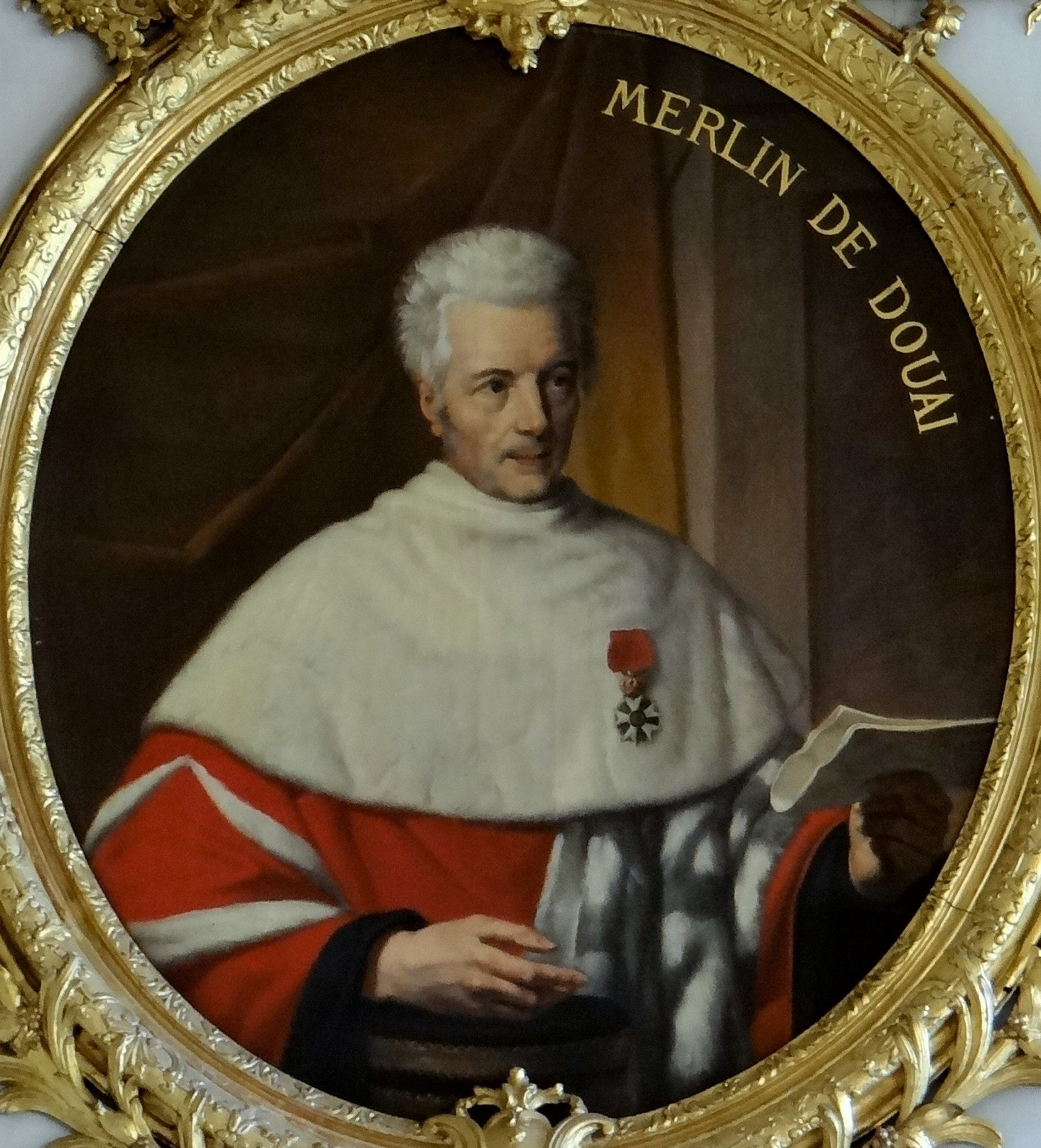
Portret van Merlin de Douai als magistraat in het Hôtel de Bourvallais

Philippe-Antoine Merlin (Arleux, 30 oktober 1754 – Parijs, 26 december 1838) was een Frans staatsman, magistraat en rechtsgeleerde. Hij werd Merlin de Douai genoemd om hem te onderscheiden van Merlin de Thionville. Tijdens zijn lange carrière schafte hij mee het ancien régime af in de Nationale Vergadering (1789-1791), maar hij hield afstand van de jacobijnen. Toen de constitutionele monarchie onhoudbaar bleek, werd hij republikein. Als lid van de Nationale Conventie (1792-1795) werd hij naar het bezette België gestuurd, waar hij met zijn annexatiepolitiek de plannen van Dumouriez doorkruiste. Terug in Parijs werkte hij mee aan de legale Terreur en werd hij lid van het Comité de salut public. Onder het Directoire was hij minister van Politie en van Justitie, om uiteindelijk een van de vijf directeurs te worden (1797-1799). Een tiental maanden na zijn afzetting werd hij onder het Consulaat van Napoleon een hoge magistraat. Hij was een bonapartist die onder het Keizerrijk toetrad tot de Empireadel. Waterloo betekende voor Merlin vijftien jaar verbanning, die hij doorbracht in het Verenigd Koninkrijk der Nederlanden. Onder de Julimonarchie kon hij terugkeren en werd hij weer lid van de Académie française.
Merlin was geen bijzonder redenaar, maar in de eerste plaats een bestuurder die uitblonk in commissiewerk en wetgevende redactie. Hoewel behorend tot de Plaine, stelde hij enkele sleutelteksten van de terroristische wetgeving op. Hij was een van de opstellers van het Strafwetboek van 1795 en publiceerde juridische overzichtswerken.

## Jonge jaren
Merlin kwam uit het dorp Arleux in de Cambrésis. Hij was de zoon van een rijke landbouwer en studeerde rechten aan de Universiteit van Douai. Hij installeerde zich als advocaat en mocht vanaf 1775 pleiten voor het Parlement de Flandre. Tot zijn klanten behoorde de welvarende abdij van Anchin.
In 1782 kocht hij het ambt van conseiller-secrétaire du roi, dat toegang tot de lage adel verleende. Hij maakte naam als hardwerkend jurist. Voor Guyot werkte hij aan het juridisch repertorium Répertoire universel et raisonné de jurisprudence en matière civile, criminelle, canonique et bénéficiale en aan een meerdelig Traité over de ambten.
Als advocaat verdedigde hij Beaumarchais en Dupaty op processen met nationale weerklank. In 1792 benoemde de hertog van Orléans Merlin in zijn raad van apanage .

## Staten-Generaal en Constituante
Met zijn uitgesproken politieke belangstelling werd Merlin op 4 april 1789 gekozen als afgevaardigde van de derde stand van het baljuwschap Douai in de Staten-Generaal. Deze vormde zich om tot Nationale Vergadering en kort nadien tot constituante. Merlin liet zich opmerken als rapporteur van het Comité féodal dat de nadere regels voor de afschaffing van de feodaliteit uitwerkte. Hij schreef wezenlijke delen van de decreten van 15 maart en 3 mei 1790, die een grote teleurstelling waren voor de landlieden. Voorts presenteerde hij de nieuwe wetgeving over de jacht, over de verkoop van nationaal goed, en over de gelijke erfberechtiging (einde van de wettelijke bevoordeling van de mannelijke en de oudste kinderen).
Tegelijkertijd onderhield Merlin een periodieke publicatie waarin hij grondige en duidelijke analyses maakte over recht en jurisprudentie. Op politiek vlak toonde hij zich gehecht aan de constitutionele monarchie, ook na de Vlucht naar Varennes. Na het aannemen van de Franse grondwet van 1791 verzette hij zich tegen de motie van Robespierre om zittende afgevaardigden onverkiesbaar te maken voor het volgende parlement. Maar hij kon deze uitkomst niet verhinderen en zat dus niet in de Wetgevende Vergadering.
Op 4 september 1791 werd hij verkozen tot voorzitter van een Parijse arrondissementsrechtbank en van de criminele rechtbank van het Noorderdepartement in Douai. Hij opteerde voor deze laatste functie en bekleedde ze gedurende een jaar.

## Nationale Conventie
Op 18 september 1792 werd Merlin verkozen in de Nationale Conventie. Hoewel hij zich hoedde voor uitgesproken partijaanhorigheden, was hij van overtuiging en temperament een man van de Plaine. Hij werd lid van het Militair Comité. Loyaal maar zonder enthousiasme schaarde hij zich achter de republikeinse staatsvorm. Hij steunde ook de nieuwe regering, die was aangesteld terwijl hij zich nog in het noorden ophield. Door de vondst van bezwarende documenten in de IJzeren kast moest hij zich verdedigen tegen de beschuldiging dat hij Lodewijk XVI ter wille was geweest over de koninklijke jachtrechten, maar hij wist aan te tonen dat zijn rapport de voorstellen van het hof had afgewezen.
In het proces tegen Lodewijk XVI bestreed hij de mening van Lanjuinais en Malesherbes, die een tweederdemeerderheid in de Conventie nodig achtten. Hij stemde voor de schuld van de koning, tegen de bekrachtiging door het volk, voor de doodstraf en tegen het uitstel. Hierdoor was hij een zogenaamde regicide, wat later tot gevolg zou hebben dat Napoleon hem verwijderde uit het redactiecomité van Burgerlijk Wetboek.
In januari 1793 stuurde de Conventie hem met Treilhard als représentants en mission naar de Belgische veroverde gebieden. Ze moesten de reeds aanwezige commissarissen Danton, Delacroix, Gossuin en Camus helpen bij het toezicht op het leger, het handhaven van de orde en het uitvoeren van het decreet van 15 december 1792. Daartoe verdeelden ze het land in drie arrondissementen. Merlin zag de veroverde gebieden in de eerste plaats als een rijk wingewest dat de revolutie in het vaderland moest bekostigen. Vooral het verwijderen van kerkzilver viel heel slecht bij de bevolking. Na enkele maanden stelde een militaire ommekeer een einde aan de Franse bezetting. De terugtocht verliep chaotisch, mee door het gedrag van de ontgoochelde generaal Dumouriez, wiens politiek Merlin had tegengewerkt maar die hij als bevelhebber had gerespecteerd. In die dagen van achterdocht bracht Merlin verslag uit aan de Conventie over het gedrag van generaal Dillon, die ter dood werd veroordeeld. Ook over het verraad van Dumouriez, dat hij te laat had zien komen, maakte hij een rapport.
Na deze opdracht ontving Merlin een missie naar het koningsgetrouwe Bretagne om het rekruteren van soldaten te organiseren. Hij was een doelwit van de Vendéens en kwam tijdens het beleg van Nantes in conflict met het volgens hem te zachtzinnige stadsbestuur. Daarna vervulde hij een missie bij het kustleger van Brest.
Bij zijn terugkeer koos de Conventie hem tot een van haar secretarissen. Als lid van het Wetgevingscomité nam hij deel aan de voorbereiding van het Burgerlijk Wetboek. Op financieel vlak liet hij de doodstraf stellen op het verhandelen van assignaten. Hij werkte mee aan het uitbouwen van de uitzonderingstoestand, die culmineerde in de Terreur. Op zijn voorstel werd het Revolutionair tribunaal uitgebreid. Nadat een eerste rapport op 31 augustus 1793 onvoldoende was bevonden door de Conventie, bracht hij op 17 september namens het Wetgevingscomité verslag uit over een herzien wetsontwerp dat de arrestatie van allerlei verdachte categorieën personen beval. Deze Loi des suspects, die nog dezelfde dag werd aangenomen, maakte de buitengerechtelijke comités de surveillance verantwoordelijk voor de uitvoering ervan.
Als lid van het Wetgevingscomité droeg hij ook moties met betrekking tot de instelling van jury's, de nietigheid van civiele vonnissen, arrestatiebevelen, valse getuigenissen, militaire misdrijven, vonissen bij verstek, enz. Niettemin was Merlin geen aanhanger van de montagnards en jacobijnen, volgde hij hen op de weg naar de Terreur. Tegen de Wet van 22 prairial maakte hij bezwaar, waardoor hij in aanvaring kwam met Robespierre. Hij stemde gretig in met de Thermidoriaanse Reactie die Robespierre onder de guillotine bracht.
De overwinnaars gaven Merlin enkele dagen later het voorzitterschap van de Conventie en maakten hem lid van het Comité de salut public, waarin hij praktisch tot het einde zetelde. Hij reorganiseerde het Revolutionair tribunaal en ontnam de Commune van Parijs haar autonomie. Met al zijn macht duwde hij de Conventie op het pad van de reactie. Toen de Conventie niet inging op zijn eis om de Jacobijnenclub te sluiten, verklaarde hij dat het geen wetgevende bevoegdheid was en zorgde hij ervoor dat de regeringscomités op 12 november de sluiting doorvoerden. Vervolgens nam hij het initiatief om 77 uitgesloten girondijnen weer toe te laten tot de Conventie.
In het Comité de salut public had Merlin een grote invloed uit op het buitenlands beleid. Hij steunde de expansiedoctrine van de "natuurlijke grenzen" en het oprichten van afhankelijke zusterrepublieken. Zijn onderhandelingen met Pruisen, Spanje en Nederland leidden tot geruchten over vrede. Op 5 april 1795 sloot hij met Pruisen het Vrede van Bazel en op 16 mei het Verdrag van Den Haag. Op 1 oktober liet hij de annexatie van de Belgische departementen verordenen.
In die periode werkte Merlin de Douai met de Commission des Onze aan de grondwet van het jaar III. Hij was redacteur en verslaggever van het Strafwetboek van 3 brumaire jaar IV, dat een aantal hervormingen van de vorige versie terugdraaide. De 646 artikelen van het wetboek bleven in voege tot 1811 en overleefden ook daarna gedeeltelijk in de Code pénal van Napoléon, die echter de confiscatie, het brandmerken en de eeuwigdurende straffen herstelde. In het Comité van Vijf, dat werd belast met het beveiligen van de Conventie, gaf hij Paul Barras en Napoleon Bonaparte het bevel over de troepen die deze taak moesten uitvoeren.

## Directoire
In niet minder dan 29 departementen werd Merlin in de verkiezingen van 1795 verkozen tot de Raad van Ouderen. Het eerste Directoire stelde hem aan tot minister van Justitie. Na enkele maanden verhuisde hij naar de portefeuille van Politie, maar wegens gezondheidsproblemen keerde hij terug op Justitie, waar de druk minder groot was. In de uitvoering van de wetten tegen de emigranten maakte hij de royalisten niet te vriend.
De staatsgreep van 18 fructidor bracht Merlin op 4 september 1797 in het tweede Directoire, ter vervanging van de afgezette Barthélemy. Met Reubell corrigeerde hij de grondwet van de Helvetische Republiek. In het kader van de ontkerstening voerde hij de Culte décadaire in. Tijdens zijn harde bewind kreeg hij met Treilhard en La Révellière-Lépeaux de meeste kritiek. De verkiezingsoverwinning van de "uitgesproken republikeinen" in 1799 versterkte de parlementaire oppositie, die Merlin en andere directeurs op de korrel nam voor hun beleid in de Tweede Coalitieoorlog, hun miskenning van de zusterrepublieken en hun schending van de politieke vrijheden. Na een bezoek van delegaties gedeputeerden aan het Palais directorial, bleek dat hij geen steun kreeg van zijn collega's Sieyès en Barras, en nam hij op 30 prairial met La Revellière-Lépeaux ontslag. Vijf maanden later pleegde Bonaparte de staatsgreep van 18 brumaire en werd het Directoire terzijde geschoven.

## Consulaat en Eerste Keizerrijk
Na zijn ontslag riskeerde Merlin vervolging en bleef hij uiterst discreet. Hij was niet betrokken bij de staatsgreep en trad niet op het voorplan aan het begin van het Consulaat. Na tien maanden uit het publieke oog vond hij zich, dankzij zijn vriendschap met Napoleon, opnieuw uit als eminent legist zonder politieke ambities. Het begon met zijn aanstelling tot subsituut regeringscommissaris (1800) en vervolgens regeringscommissaris (1801) bij het Tribunaal van Cassatie.
Onder het Keizerrijk heette zijn functie keizerlijk procureur-generaal bij het Hof van Cassatie (1804). Napoleon liet hem niet meeschrijven aan de wetboeken, maar vanaf 1806 betrok hij Merlin alsnog bij het wetsvoorbereidend werk door hem te benoemen in de Raad van State. In 1811 werd hij staatsraad voor het leven. Ook verkreeg hij titels en onderscheidingen: ridder van het rijk (1808), graaf van het rijk (1810), grootofficier in het Legioen van Eer (1810), commandeur in de Orde van de Reünie en lid van de commissies voor de zaken van de kroon en het privé-domein van de keizer.
Sinds 1795 lid van het Institut de France in de klasse morele en politieke wetenschappen, werd hij op 28 januari 1803 verkozen tot lid van de Franse Academie.

## Restauratie, ballingschap, terugkeer
De Restauratie kostte de "koningsmoordenaar" Merlin zijn functies. Hij vocht voor zijn positie maar werd op rust gesteld. Tijdens de Honderd Dagen herbegon hij bij het Hof van Cassatie en werd hij zelfs benoemd tot Minister van Staat. Ook werd hij op 10 mei 1815 verkozen in de Kamer van volksvertegenwoordigers voor het arrondissement Douai. De tweede terugkeer van de Bourbons zorgde ervoor dat hij op 24 juli met zevenendertig anderen uit de hoofdstad werd verbannen en onder de bewaking van Fouché geplaatst. Per 21 maart 1816 werd hij ook uitgesloten uit de Academie.
Zoals velen had hij zijn lot niet afgewacht en dook hij onder. Hij vestigde zich op 27 september 1815 bij zijn landgenoot Delcambe in de Brusselse Hertogstraat. Omdat de geallieerden zo dicht bij Frankrijk geen bonapartistische haard wilden, moest Merlin op 17 december vertrekken op last van de koning der Nederlanden. Op 15 februari 1816 scheepte hij met zijn zoon Eugène te Antwerpen in op de Lalis met bestemming Verenigde Staten. Het schip liep op een zandbank en werd bedreigd door een storm, waarna Merlin aan boord van een sloep naar Vlissingen werd gebracht. Door deze bijzondere omstandigheden kon hij dan toch in het Verenigd Koninkrijk der Nederlanden te verblijven, zij het op precaire basis. Hij woonde enkele maanden in Laken en vestigde zich in de herfst in Haarlem onder de naam Levaillant. In juli 1819 keerde hij terug naar Brussel, waar hij in 1828 een groot huis kocht aan de Naamsestraat 18. Hoewel hij veel verbannen revolutionairen ontving, scheen hij alle passie voor politiek te zijn verloren. Tot op hoge leeftijd werkte hij er aan verschillende heredities van zijn Répertoire de jurisprudence en zijn Questions de droit. Een hartaanval en gedeeltelijke verlamming remden hem in 1826 af.
Dankzij de Julirevolutie kon Merlin in 1830 naar Frankrijk terugkeren. De deuren van het Institut de France werden weer voor hem geopend en bij de heroprichting van de Academie voor Morele en Politieke Wetenschappen hervond hij ook daar zijn plaats. Hij stierf in Parijs op vierentachtigjarige leeftijd. Hij is begraven op Montparnasse in Parijs (16e divisie).

## Familie
Zijn ouders waren Jean-Jacques Merlin en Gabrielle Delamotte. Hij trouwde op 21 januari 1771 met Brigitte Jeanne Joséphine Dumonceaux (1749-1812). Samen kregen ze zes kinderen:
1. Antoine François Eugène (1778-1854), luitenant-generaal en 2e graaf Merlin
2. Jacques François Benoît (1780-1782)
3. Ursule Brigitte Marie (1782-1858)
4. Quentin Fortuné Augustin (1784-1784)
5. Jacques Aimé Joseph (1786-1786)
6. Aimée Pauline Joséphine (1790-na 1838)

Na de dood van zijn vrouw hertrouwde hij in 1812 met Isabelle-Caroline Rohart (1762-1844).

## Titels
- Ridder van het Rijk (patentbrieven van 8 mei 1808)
- 1e graaf Merlin de Douai en van het Rijk (patentbrieven van 14 april 1810)
- Majoraat op een landgoed met een inkomen van 8000 frank (patentbrieven van 20 maart 1812)
- Donataire (inkomen 12.000 frank) op het Canal du Midi (16 januari 1810) en in Illyrië (11 januari 1812).

## Decoraties
- Commandeur in het Legioen van Eer (1806)
- Grootofficier in het Legioen van Eer (1810)
- Commandeur in de Orde van de Reünie (1813)

## Publicaties (selectie)
- Traité des droits, fonctions, franchises, exemptions, prérogatives et privilèges, 4 dln., 1786-1788
- Moyen de subvenir promptement aux besoins de l'État, & singulierement au remboursement du prix des offices dont la vénalité est supprimée, 1789
- Rapport fait au Comité des droits féodaux, le 4 septembre 1789, sur l'objet & l'ordre du travail dont il est chargé, 1789
- Recueil général de jurisprudence françoise, 1790
- Opinion de M. Merlin sur la nécessité de rendre le Tribunal de Cassation sédentaire, 1790
- Rapport fait à l'Assemblée nationale au nom du comité de féodalité le 8 février 1790, 1790
- Opinion de Philippe-Antoine Merlin ... sur le procès de Louis XVI, 1793
- Projet de décret, présenté au nom du Comité de législation, par Ph. Ante. Merlin (de Douay), sur la manière de faire le procès aux fonctionnaires prévenus de malversations relatives aux biens nationaux, 1793
- Pieces justificatives a joindre au rapport du citoyen Merlin de Douai, sur l'affaire des citoyens Sanguin, 1794
- Ph. Ant. Merlin, membre de l'Institut national, au Conseil des cinq-cents, 1798
- Répertoire universel et raisonné de jurisprudence en matière civile, criminelle, canonique et bénéficiale, vijfde editie, 18 dln., 1827-1828
- Recueil alphabétique des questions de droit, vierde editie, 1827-1830

## Voetnoten
1. ↑  Hervé Leuwers, Un juriste en politique. Merlin de Douai (1754-1838), 2019, p. 60